# Craseomys
Craseomys is een geslacht van zoogdieren uit de onderfamilie van de woelmuizen (Arvicolinae). De wetenschappelijke naam van het geslacht werd in 1900 gepubliceerd door Gerrit Smith Miller.

## Soorten
Er worden 5 soorten in dit geslacht geplaatst:
- Craseomys andersoni (O. Thomas, 1905)
- Craseomys regulus O. Thomas, 1907
- Craseomys rex (Imaizumi, 1972)
- Craseomys rufocanus (Sundevall, 1847) – Rosgrijze woelmuis
- Craseomys smithii (O. Thomas, 1905)